# إيليس هولست
إيليس هولست (بالدنماركية: Elise Holst)‏ هي ممثلة دنماركية، ولدت في 23 نوفمبر 1811، وتوفيت في 8 أبريل 1891.